# بیلریکای
latitudeبیلریکایlongitudeبیلریکای
بیلریکای (به انگلیسی: Billericay) یک شهرک در بریتانیا است که در اسکس واقع شده‌است.

## خصوصیات
بیلریکای ۳۶٬۳۳۸ نفر جمعیت دارد.

## خواهرخوانده
شهر Chauvigny خواهرخواندهٔ بیلریکای هست.